# Малаіка Арора
Малаіка Арора (гінді मलाइका अरोड़ा; англ. Malaika Arora; нар.. 23 серпня 1973 року, Тхане, Індія) — індійська акторка, танцюристка, телеведуча та віджейка. Найвідоміша за сольними item-номерами в таких піснях, як «Chaiyya Chaiyya», «Gur Naalo Ishq Mitha», «Maahi Ve», «Kaal Dhamaal» та «Munni Badnaam Hui».

## Життєпис
Малаіка Арора народилася 23 серпня 1973 року в місті Тхане в родині пенджабців Аніла, який працював у торговельному флоті, і католички Джойс з народу малаялі. Її сестра Амріта також акторка. Батьки розлучилися, коли їй було 11 років .
Вона закінчила школу Свамі Вівекананд у місті Чембурі, потім навчалася до дев'ятого класу в католицькій середній школі Святого хреста. Продовжила освіту в коледжі Джай Гінд, але не закінчила його через професійну зайнятість. Жила в районі Борла, поруч з Basant Talkies до початку модельної кар'єри .
Малаіка Арора була обрана однією з віджеїв MTV India, де вона почала свою кар'єру, ставши інтерв'юеркою, а потім — співведучою телепрограм «Love Line» та «Style Check». Потім стала моделлю і з'являлася у багатьох рекламних роликах, відеокліпі «Gur Naalo Ishq Mitha» і в 1998 році взяла участь у музичному номері на пісню «Chaiyya Chaiyya» до фільму «Кохання з першого погляду».
У 2000-х брала участь в item-піснях для різних фільмів і знялася в епізодичних ролях у кількох кінострічках. 2008 року вийшов фільм «EMI», де вона зіграла одну з головних ролей, але фільм провалився в прокаті.
У 2010 році вийшов фільм «Безстрашний», де вона вперше виступала продюсеркою і знову танцюриткою в пісні «Munni Badnaam». 12 березня 2011 року брала участь у встановленні світового рекорду разом з 1235 учасниками, які виконують під цю пісню хореографічний танець, де вона виконувала провідну роль .

## Особисте життя
У 1998 році Малаіка Арора одружилася з актором, продюсером і режисером Арбаазом Кханом, братом популярного актора Салмана Кхана. 9 листопада 2002 року народила сина Архаана. На початку 2016 року пара розійшлась, а пізніше офіційно розлучилася .

## Фільмографія

### Акторка
| Рік  |   | Українська назва       | Оригінальна назва | Роль                              |
| ---- | - | ---------------------- | ----------------- | --------------------------------- |
| 2000 | ф | Скорпіон               | Bichhoo           | Кіран (камео)                     |
| 2002 | ф | Чужий серед своїх      | Kaante            | Ліза                              |
| 2007 | ф | Коли одного життя мало | Om Shanti Om      | камео в пісні «Deewangi Deewangi» |
| 2008 | ф | Емі                    | EMI               | Ненсі                             |
| 2010 | ф | Повний будинок         | Housefull         | Пуджа (камео)                     |
| 2012 | ф | Повний будинок 2       | Housefull 2       | Сарла / Гітал                     |
| 2014 | ф | З Новим роком!         | Happy New Year    | в ролі самої себе                 |

### Танцюристка
- 1998 — «Кохання з першого погляду» — «Chaiyya Chaiyya»
- 2000 — «Скорпіон» — «Ekwari Tak Le»
- 2001 — Indian — «Yeh Pyar»
- 2002 — Maa Tujhhe Salaam — «Sone Ke Jaisi Hai Meri Jawaani»
- 2002 — «Чужий серед своїх» — «Maahi Ve»
- 2005 — "Око тигра " — «Kaal Dhamaal»
- 2007 — «Привіт, малятко!» — «Heyy Babyy»
- 2007 — " Коли одного життя мало " — «Deewangi Deewangi»
- 2007 — «Ласкаво просимо» — «Hoth Rasiley»
- 2007 — «Атіді» — «Rathraina»
- 2010 — Prem Kaa Game — «I Wanna Fall Fall in Love»
- 2010 — «Безстрашний» — «Munni Badnaam Hui»
- 2012 — "Габбар Сінгх " — «Kevvu Keka»
- 2012 — " Повний будинок 2 " — «Anarkali Disco Chali»
- 2012 — " Безстрашний 2 " — «Pandey Ji»
- 2015 — «Наречена-шахрайка» — «Fashion Khatam Mujh Par»
- 2018 — Pataakha- «Hello Hello»